# Castillo de las Majadas de Pirque
El Palacio de las Majadas es un inmueble ubicado en la comuna de Pirque, Chile. Fue realizado por el arquitecto chileno Alberto Cruz Montt en 1907, siendo una obra de estilo francés-renacentista inspirado en los Castillos del Loira en Francia, posee 20 habitaciones, diez baños, un salón, un comedor y un oratorio distribuidos en tres niveles más un subterráneo, además de estar rodeada por 7,5 hectáreas de parques.

## Historia
A comienzos del siglo XIX, Ramón Subercaseaux Mercado compró la Hacienda de Pirque situada a 75 kilómetros de Santiago. Después de su muerte, las tierras fueron repartidas entre sus hijos y su esposa Magdalena Vicuña Aguirre. Entre los herederos se encontraba Francisco Subercaseaux Vicuña, a quien le correspondió el terreno conocido como Las Majadas.[cita requerida]
Posteriormente, Francisco Subercaseaux Vicuña se casó con Juana Browne Aliaga y construyó una casa, una capilla y jardines en el dominio que le correspondía por herencia. En 1907, los hijos de Francisco, quien acostumbraba a viajar constantemente, decidieron darle una sorpresa a su padre y mandaron a construir el palacio de las Majadas, labor que fue encomendada al arquitecto Alberto Cruz Montt.
Desde entonces el Palacio de las Majadas de Pirque comenzó a erigirse como un centro de reuniones sociales, especialmente para la familia Subercaseaux. Tras la Muerte de Francisco Subercaseaux, sus hijos decidieron vender la propiedad a José Julio Nieto en 1918, quien se la heredó a su hijo de mismo nombre.[cita requerida]
José Julio Nieto hijo, su cónyuge Elvira Varas y el resto de su familia, comenzaron a utilizar la casona como un lugar de veraneo y de vivienda. Tras la Muerte de José Julio Nieto y Elvira Varas, sus descendientes mantuvieron la propiedad hasta fines del 2006, año en que decidieron venderla al empresario argentino Wenceslao Casares, actual propietario del inmueble.
Luego del terremoto de 2010, el inmueble fue completamente restaurado por el Premio Nacional de Arquitectura Teodoro Fernández para acoger hoy un centro de conversaciones y creación de capital social.[cita requerida] El parque que acompaña a la vivienda, actualmente tiene más de 100 años y su diseño fue diseñado originalmente por el paisajista francés Guillermo Renner en 1909, quien siguiendo la tradición de la época se inspiró en los jardines europeos y lo rediseñó aprovechando los árboles existentes y especies exóticas importadas. Luego el parque fue remodelado por la arquitecta Alejandra Bosch, respetando la estructura original y resaltando el valor patrimonial existente.[cita requerida]

## Usos
Si bien comenzó como un recinto familiar, con el paso de los años su uso de amplió a otras actividades. En 1946 el palacio fue escenario de la asunción del mando del expresidente Gabriel González Videla y la visita del príncipe Bernardo del Reino de los Países Bajos, además del recibimiento al vicepresidente de Estados Unidos Henry A. Wallace en 1943. En las últimas décadas, el inmueble ha sido arrendado para eventos, matrimonios, reuniones, festivales musicales y locación de fotografías u obras audiovisuales, como la grabación de la telenovela Conde Vrolok de Televisión Nacional de Chile (TVN) y el video musical «En mi memoria» de la cantante Francisca Valenzuela.[cita requerida] Asimismo, la telenovela Las herederas, de Canal 13, en 1983 fue grabada al interior del inmueble, la cual sin embargo fue privada por sus dueños al canal a la mitad del rodaje, por lo que los exteriores debieron ser acomodados o cambiados.[cita requerida]
Actualmente, el espacio se encuentra en remodelación y acondicionamiento por orden de su actual propietario, con el fin de preservar su valor arquitectónico y transformarse en un centro educativo para charlas, reuniones y cursos.